# Certima subfulvata
Certima subfulvata är en fjärilsart som beskrevs av Paul Dognin 1911. Certima subfulvata ingår i släktet Certima och familjen mätare. Inga underarter finns listade i Catalogue of Life.